# Феррари по Джереми Кларксону
Феррари по Джереми Кларксону — книга английского журналиста и телеведущего Джереми Кларксона, изданная в 2000 году. В книге описаны все модели Ferrari вплоть до модели Ferrari 360 Modena. Описание моделей сопровождаются цветными фотографиями.

## История создания
В статье The Independent Кларксон рассказал, что в 1999 году на встрече со своим давнишним приятелем Питом Баттерсом (англ. Pete Butters) последний предложил написать о Феррари для издательства, специализирующегося на выпуске книг ограниченным тиражом. Кларксон дал свое согласие. Киф Блюмель (англ. Keith Bluemel) — автор ряда книг о Феррари — был назначен техническим редактором.

## Тираж
Всего было выпущено 1500 экземпляров книги: 550 экземпляров в кожаном переплете с серебряным тиснением, остальные в цельнотканевом переплете по цене 245 фунтов стерлингов. Каждой книге присвоен уникальный номер.

## Отзывы читателей
Рецензии в специализированных журналах носили негативный характер.
В журнале Thoroughbred and Classic Car было отмечено, что в книге слишком много места было уделено посредственным фотографиям с автовыставок, что книга похожа на множество других гораздо более дешевых изданий о феррари.
Эндрю Франкл (англ. Andrew Frankel) в журнале Motor Sport писал о книге: «лучший кандидат на звание самой разочаровавшей меня книги, на которую приходилось писать рецензию»; критиковал содержание книги «это, вообще, не похоже на стиль Кларксона, на его юмор», в то же время отмечал качественное изложение истории почти всех моделей Ferrari. Подводя итог, Франкл заметил «в лучшем случае, это абсолютно упущенная возможность. В худшем — провалившаяся попытка использования в коммерческих целях двух известных фамилий».
Кларскон был вынужден согласиться с мнением критиков: «рецензии крайне негативные, но я на их месте был бы гораздо жестче». В выпуске Top Gear Magazine Кларскон заявил, что это была худшая вещь, что он когда-либо делал. Он также добавил, что за исключением «Мандолины капитана Морелли» Луи де Берньера это худшая книга в мире и тому, кто задумал её приобрести, полезнее будет смыть деньги в унитаз. Кларксон не получил гонорара.
Высокая цена и сомнительное качество стали причиной низких продаж книги в сравнении с аналогами. По состоянию на 2009, за бывшие в употреблении экземпляры просили £150.